# Ćupter
Ćupter (još i ćufter) je tradicionalno jelo Hercegovine te srednje i južne Dalmacije. Sprema od ukuhanog mošta (rijetko od grožđa i drugog voća) s brašnom. Mošt pomiješan s brašnom ukuhava se na laganoj vatri te se razlijeva u plitke tanjure ili slične posude, nakon čega se pripravak suši (tradicionalno na suncu) i sprema. Prilikom proizvodnje moguće je dodati začine ili orašaste plodove. Ugodna je i slatkasta okusa, a tradicionalno bi se najčešće konzumirao kao desert zajedno s bademima, orasima i suhim smokvama, i to u posebnim prigodama, a njime su se dočekivali gosti.
U Hrvatskoj je još poznat pod imenima: kumpet (na Makarskome primorju), mantala (na Pelješcu, Konavlima i dubrovačkome području), ćupter (u Imotskom i Vrgorcu). Kumpet se pripremao duž cijeloga Makarskoga primorja od sorte plavac i pavišak. Danas se ponajviše priprema od plavca, ali i od nekih drugih sorti crnog vina (merlot). Ćupter se na imotsko - vrgorskome te hercegovačkome području priprema na isti način uz upotrebu bijeloga grožđa ili od više sorti bijeloga i crnoga grožđa.

## Zaštita
U Bosni i Hercegovini ćupter je upisan u Registar oznaka podrijetla i oznaka zemljopisnog podrijetla u Bosni i Hercegovini. U Hrvatskoj je umijeće pripreme ćuptera pod oznakom Z-6954 zavedeno kao nematerijalna kulturna baština, pravna statusa zaštićena kulturnog dobra, klasificirano kao "znanje i vještine".